# Caberea brevigaleata
Caberea brevigaleata är en mossdjursart som beskrevs av Ferdinand Canu och Ray Smith Bassler 1929. Caberea brevigaleata ingår i släktet Caberea och familjen Candidae. Inga underarter finns listade i Catalogue of Life.